# Jean Didier
Jean Didier (Saint-Étienne, 1932 - Ceyrat, 2013) est un géologue et universitaire français. Il est célèbre, notamment, pour ses travaux de pétrologie des granites et de leurs enclaves basiques.

## Biographie

### Jeunesse et études
Jean Didier naît le 13 avril 1932 à Saint-Étienne. Il effectue ses études secondaires à Moulins (lycée Théodore-de Banville), puis ses études supérieures à Clermont-Ferrand (faculté des sciences) : baccalauréat en 1950, licence en 1953, agrégation en 1955, doctorat ès sciences en 1964 (Étude pétrographique des enclaves de quelques granites du Massif Central, sous la direction de Maurice Roques).

### Carrière
Jean Didier est nommé assistant à la faculté des sciences de Clermont-Ferrand en 1953, puis maître-assistant en 1960. En 1964 il devient maître de conférences à Brest (université de Bretagne occidentale), et y est promu professeur titulaire en 1968. Il retourne à Clermont-Ferrand en 1977.
Jean Didier dirige le laboratoire de géologie de Clermont-Ferrand (aujourd'hui laboratoire Magmas et Volcans) de 1978 à 1985. Il préside la Société géologique de France de 1989 à 1990. Il prend sa retraite en 1995. Il meurt à Ceyrat (Puy-de-Dôme) le 19 novembre 2013.

## Travaux
Auteur de nombreux travaux sur les granites, Jean Didier a publié deux ouvrages : Granites and their enclaves (1973) et Enclaves and granite petrology (1991), en collaboration avec Bernard Barbarin. Il est en outre l'auteur d'une histoire du laboratoire de géologie et minéralogie de Clermont-Ferrand, intitulée Des géologues au pied d'un volcan, publiée par la Revue d'Auvergne (1995). En 1999, en collaboration avec Alexandre Roche, il publie également une remarquable biographie de Bernard Brunhes qui avait mis en évidence pour la première fois une inversion magnétique dans les laves du Cantal.
- Jean Didier, Étude pétrographique des enclaves de quelques granites du Massif Central français, Clermont-Ferrand, G. de Bussac, 1964, 254 p. (lire en ligne).
- (en) Jean Didier, Granites and Their Enclaves : The Bearing of Enclaves on the Origin of Granites, Elsevier Scientific Publishing Company, 1er janvier 1973, 393 p. (ISBN 978-0-444-40974-4, lire en ligne).
- (en) Jean Didier et Bernard Barbarin, Enclaves and Granite Petrology, Elsevier, 1991, 625 p. (ISBN 978-0-444-89145-7, lire en ligne).
- Jean Didier, « Des géologues au pied d'un volcan : Histoire du laboratoire de géologie et minéralogie de Clermont-Ferrand », Revue d'Auvergne, Société des Amis des universités de Clermont, no 537,‎ 1995, p. 9-63.
- Jean Didier et Alexandre Roche, « Vie et œuvre d'un physicien : Bernard Brunhes (1867-1910), pionnier du géomagnétisme », Comptes rendus de l'Académie des sciences, no 328,‎ 1999, p. 141-152.